# Сиамская революция 1688 года
Сиамская революция 1688 года — народные волнения в сиамском королевстве Аютия (современный Таиланд), которые привели к свержению прозападного сиамского короля Нарая. Один из доверенных военных советников Нарая, командующий королевским корпусом Петрача, воспользовавшись болезнью короля, убил его наследников, нескольких миссионеров, влиятельного министра иностранных, греческого авантюриста Константина Геракиса. Затем Петрача женился на дочери Нараи, взял трон и проводил политику вытеснения французского влияния и вооружённых сил из Сиама. Одной из самых выдающихся битв была осада крепости Бангкока в 1688 году. Десятки тысяч сиамских солдат четыре месяца осаждали французскую крепость в Бангкоке. В результате революции Сиам практически разорвал все связи с Западом, пока в XIX веке контакты не возобновились.

## История

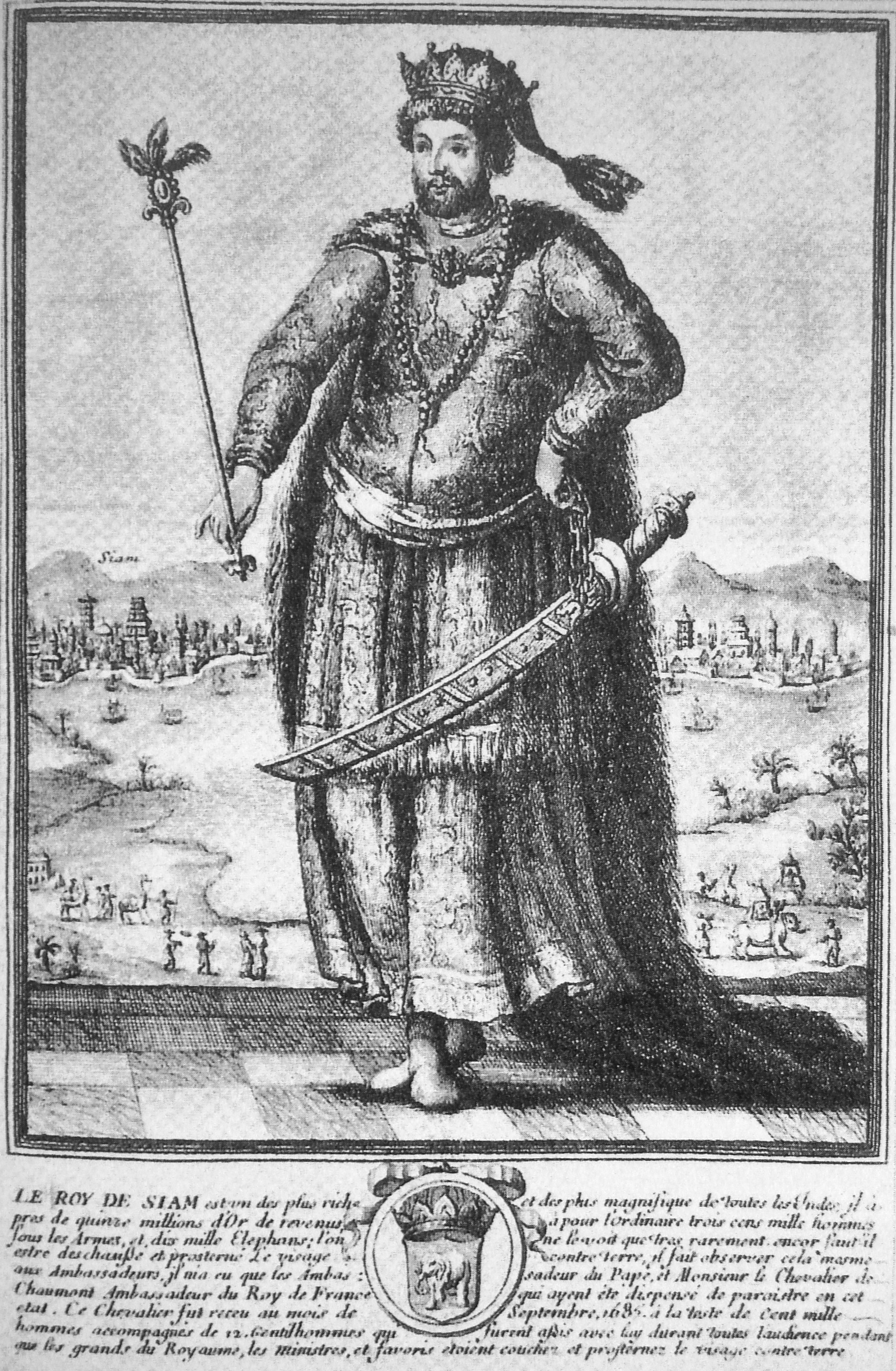
Король Сиама Нарай

В годы своего правления Король Нарай расширил дипломатические миссии с рядом западных государств, включая Францию, Англию и Ватикан. Миссии существовали в Персии, Индии и Китае, а также в соседних государствах. Особенностью правления короля был стремительный взлёт греческого авантюриста Константина Геракиса, занимавшего пост современного премьер-министра.

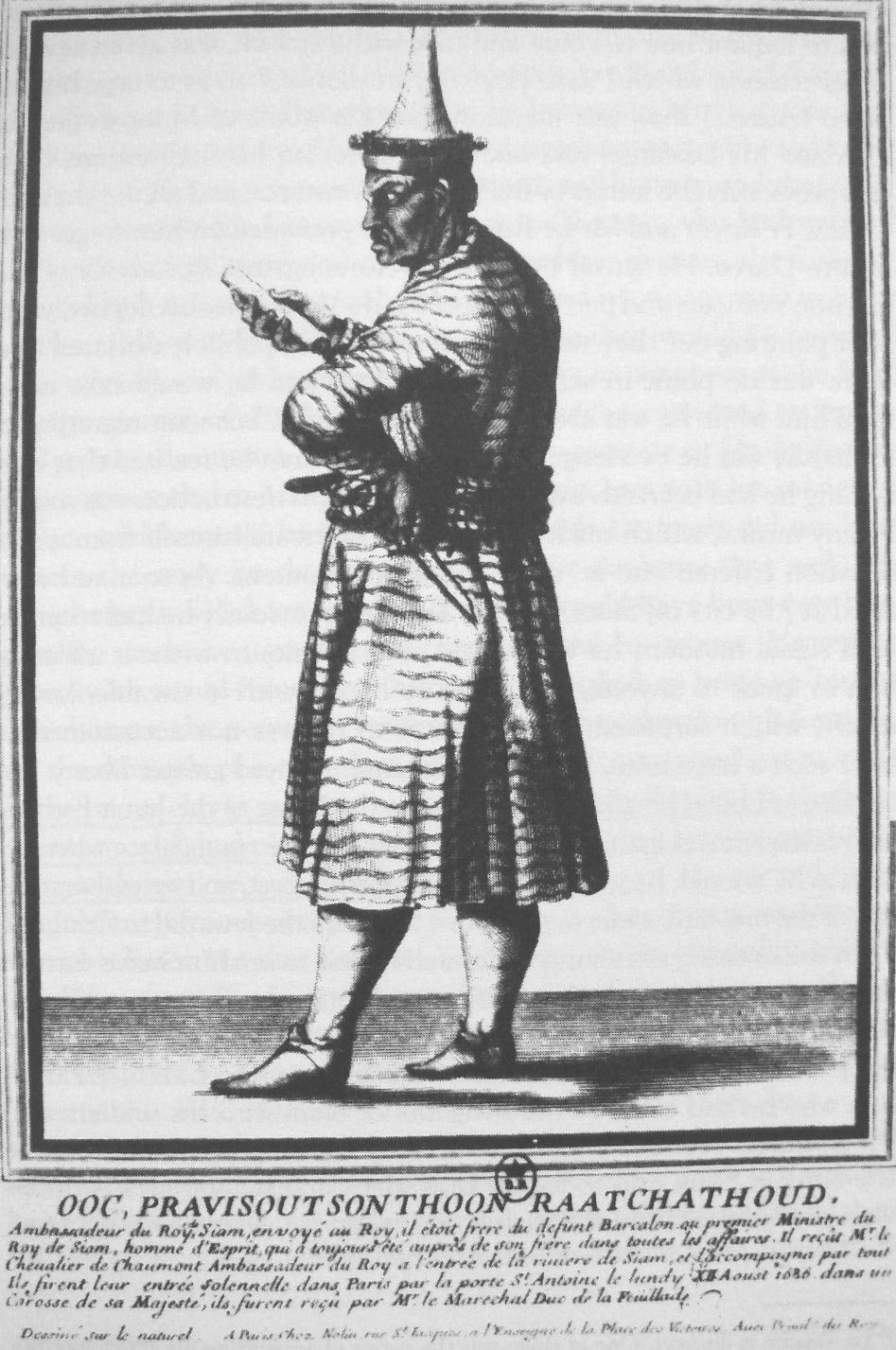
Коса Пан, посол во Франции в 1686 году, после революции стал министром иностранных дел и торговли

В противовес португальцам и голландцам король Нарай стремился к расширению отношений с французами, многочисленные посольства контактами в обоих направлениях.
Франция стремилась к сохранению своих войск в этом регионе и обращению короля в католицизм. С позволения Нарая в городах Мергуи и Бангкок стояли крепости с французскими войсками, обеспечивающие противовес голландского влияния в регионе и занимающиеся борьбой с пиратством. Наличие французских войск привело к национальным волнениям, которые достигли максимума в 1688 году. Сиамские придворные возмущались вмешательству грека Геракиса в государственные дела, а буддийские священнослужители были обеспокоены возрастающей ролью французских иезуитов.
Когда король Нарай в марте 1688 тяжело заболел, то заговорщики активизировались В апреле этого года Геракис попросил военной помощи у Франции. Французы ввели во дворец Лопбури 80 своих солдат и 10 офицеров, однако потом они отступили, опасаясь сиамских повстанцев. Французы были также дезориентированы ложными слухами о смерти короля.
10 мая 1688 года умирающий король Нарай, зная о предстоящем споре за правопреемство, собрал своих ближайших советников, включая командующего королевским корпусом Петрачу. Король Нарай назначил свою дочь Кромлуан Йотатепа быть его преемником. Трое его советников должны были быть регентами.
Решение Нарая не успокоило его приближенных и побудило Петрачу к решительным действиям. При поддержке военных и буддийского духовенства 17-18 мая 1688 года был арестован король Нарай. 5 июня Геракис был арестован по обвинению в государственной измене, а затем обезглавлен. Был убит сын короля Мам Пи и многие члены семьи Нарая. Его правопреемники были убиты 9 июля. Сам король Нарай умер в заключении 10-11 июля. Пхра Пхетрача был коронован 1 августа. Коса Пан, бывший посол во Франции, сторонник Петрачи, стал министром иностранных дел и торговли.
Принцессе Кромлуан Йотатепа пришлось жениться на Петраче и стать королевой.

## Изгнание французских войск
Осада Бангкока является ключевым событием сиамской революции 1688 года. После государственного переворота, в ходе которого был схвачен король Нарай и казнены его преемники, королём стал Пхетрача. Сиамские войска в течение четырёх месяцев осаждали французскую крепость в Бангкоке. Восставшие собрали около 40 000 оснащённых сотней пушек солдат против засевших в крепости 200 французов. Вокруг французской крепости были построены двенадцать маленьких фортов, каждый из которых содержал от семи до десяти пушек.
В ходе осады напряжённость между двумя сторонами постепенно сокращалась. После переговоров было достигнуто соглашение, позволяющее французам покинуть страну.
Осада Бангкока ознаменовала окончание французского военного присутствия в Сиаме.
С окончанием осады начался долгий период, в течение которого Сиам оставался в стороне от контактов с западными странами.  Лишь нескольким французским миссионерам было разрешено оставаться в стране, в то же время торговля с другими европейскими странами, такими как Португалия, Голландская Республика и Англия продолжалась на ограниченном уровне.
Возобновление контактов с Западом началось с заключения в 1826 году Договора о дружбе и торговле с Великобританией. Дипломатические обмены с Соединёнными Штатами Америки начались в 1833 году. Контакты с Францией не возобновлялись до 1856 года, когда Наполеон III отправил посольство к королю Монгкуту.  15 августа 1856 года был подписан договор с Францией, обеспечивающий сторонам гарантии религиозных свобод и доступ французских военных кораблей в Бангкок. В июне 1861 года французские военные корабли привезли во Францию тайское посольство.